# Mouthier-en-Bresse
Mouthier-en-Bresse – miejscowość i gmina we Francji, w regionie Burgundia-Franche-Comté, w departamencie Saona i Loara.
Według danych na rok 1990 gminę zamieszkiwało 468 osób, a gęstość zaludnienia wynosiła 15 osób/km² (wśród 2044 gmin Burgundii Mouthier-en-Bresse plasuje się na 482. miejscu pod względem liczby ludności, natomiast pod względem powierzchni na miejscu 162.).